# Ocotea patens
Ocotea patens là loài thực vật có hoa trong họ Nguyệt quế. Loài này được (Sw.) Alain miêu tả khoa học đầu tiên năm 1982.